# Sun Pharma
Sun Pharmaceutical Industries Limited, відоміша під короткою назвою Sun Pharma — індійська міжнародна фармацевтична компанія зі штаб-квартирою в Мумбаї. Вона виробляє та продає фармацевтичні препарати та активні фармацевтичні інгредієнти у понад 100 країнах світу. Це найбільша фармацевтична компанія в Індії та четверта за величиною спеціалізована фармацевтична компанія-виробник дженериків у світі.
Близько 70 % доходу «Sun Pharma» генерується на міжнародних ринках. США та Індія є найбільшими ринками, на які припадає понад 60 % обороту компанії. Виробництво здійснюється на 43 підприємствах в Індії, США, Азії, Африці, Австралії та Європі. Продукція орієнтована на терапевтичні сегменти, що охоплюють психіатрію, протиінфекційні засоби, неврологію, кардіологію, діабетологію, гастроентерологію, офтальмологію, нефрологію, урологію, дерматологію, гінекологію, респіраторні захворювання, онкологію, стоматологію та нутриціологію. Основними фармацевтичними продуктами компанії є баріцитиніб, бриварацетам та дапагліфлозин.

## Історія
Компанія «Sun Pharmaceutical Industries Ltd.» була заснована Діліпом Шангхві у 1983 році в Калькутті в Західному Бенгалі, з 5 психіатричними продуктами та маркетинговою командою з 2 осіб.
Акції «Sun Pharma» були розміщені на фондовій біржі в 1994 році, пропозиція перевищила очікування у 55 разів. Родина засновників продовжує володіти контрольним пакетом акцій компанії.
У 1996 році «Sun» придбала завод з оптового виробництва ліків в Ахмаднагарі у «Knoll Pharmaceuticals». Серед інших помітних придбань компанії — заводи «Gujarat Lyka Organics» (у 1996 році), «MJ Pharma» (у 1996 році) та «Tamil Nadu Dadha Pharmaceuticals Limited» (у 1997 році). Також у 1997 році «Sun Pharma» розпочала свій перший вихід на міжнародний ринок, придбавши «Caraco Pharmaceuticals», що базується в Детройті.
У 1998 році «Sun» придбала низку брендів респіраторних препаратів у «Natco Pharma». Компанія придбала «Melmet Labs» (1999 рік), «Pradeep Drug Company» (2000 рік), «Phlox Pharma» (2004 рік), завод з виробництва лікарських форм у США та Угорщині у «Valeant Pharma» та «Able Labs» (2005 рік), а також «Chattem Chemicals» (2008 рік).
У 2010 році компанія придбала контрольний пакет акцій «Taro Pharmaceuticals», однієї з найбільших компаній-виробників генеричних дерматологічних препаратів у США, яка має представництва в Канаді та Ізраїлі.
У 2012 році «Sun» повідомила про придбання двох американських компаній: компанії з виробництва дерматологічного обладнання «DUSA Pharmaceuticals», та компанії з виробництва дженериків «URL Pharma».
У 2014 році «Sun Pharma» уклала ліцензійну угоду з «Merck & Co.» на придбання прав на тилдракізумаб (MK-3222) для лікування хронічного бляшкового псоріазу. Щоб отримати доступ до виробництва стерильних ін'єкційних препаратів у США, того ж року компанія придбала «Pharmalucence» у США.
6 квітня 2014 року «Sun Pharma» оголосила про придбання «Ranbaxy Laboratories» вартістю 4 мільярди доларів США, що дозволить створити п'яту за величиною у світі компанію з виробництва спеціалізованих генеричних фармацевтичних препаратів за обсягом продажів. У грудні 2014 року Комісія з питань конкуренції Індії схвалила заявку «Sun Pharma» на купівлю «Ranbaxy Laboratories» на суму 3,2 мільярда доларів, але зобов'язала компанії позбутися 7 продуктів, щоб запобігти негативному впливу на конкуренцію на ринку.
У березні 2015 року «Sun Pharma» повідомила про згоду на купівлю виробництва опіоїдів «GlaxoSmithKline» в Австралії.
У 2016 році «Sun Pharma» придбала 14 рецептурних брендів у «Novartis» у Японії, щоб вийти на японський ринок. Компанія також придбала «Ocular Technologies» для зміцнення свого брендованого офтальмологічного портфеля, та компанію «Биосинтез» для посилення своєї присутності на російському ринку.
Компанія «Sun Pharma» випустила свій перший брендований офтальмологічний продукт «BromSite» у США в 2016 році. У 2017 році компанія випустила свій спеціалізований продукт «Одомзо», а потім у 2018 році був випущений ще один спеціалізований продукт «Ілумія» (тилдракізумаб-асмн) для лікування бляшкового псоріазу середнього та тяжкого ступеня.
У 2019 році «Sun Pharma» придбала «Pola Pharma» в Японії, щоб зміцнити свою глобальну присутність у дерматології. Компанія вийшла на ринок материкового Китаю, співпрацюючи з «China Medical System Holdings», а також запустила спеціалізований продукт «Секуа» у США для лікування синдрому сухого ока.
У 2023 році «Sun Pharma» придбала американську біотехнологічну компанію «Concert Pharmaceuticals» з тривалою історією, та 60 % акцій компанії з охорони здоров'я тварин «Vivaldis Animal Health and Foods».
У вересні 2023 року «Sun Pharma» уклала ліцензійну угоду з «Pharmazz Inc.».
У січні 2024 року «Sun Pharma» уклала остаточну угоду про злиття з «Taro Pharmaceuticals», щоб придбати решту акцій «Taro Pharma» за 347,73 мільйона доларів.
У березні 2025 року було повідомлено, що «Sun Pharma» придбала компанію «Checkpoint Therapeutics», що спеціалізується на імунотерапії та цільовому лікуванні онкології, зі штаб-квартирою у Волтемі в штаті Массачусетс, за 355 мільйонів доларів.

## SPARC
У 2007 році «Sun Pharma» відокремила свій інноваційний підрозділ досліджень і розробок та окремо розмістила його на фондовому ринку під назвою «Sun Pharma Advanced Research Company Ltd.» (SPARC). У 2013 році SPARC задекларував дохід у розмірі 873 мільйонів рупій. SPARC зосереджується на дослідженнях нових хімічних речовин та нових систем доставки ліків, і пропонує щорічне оновлення свого портфеля розробок.